# 奥瀬郵便局
奥瀬郵便局（おくせゆうびんきょく）は青森県十和田市にある郵便局である。民営化前の分類では集配特定郵便局であった。局番号は84084。

## 概要
住所：〒034-0399 青森県十和田市大字奥瀬字中平75-11

## 沿革
- 1901年（明治34年）12月20日 - 奥瀬郵便局（三等）として開設[1]。
- 1929年（昭和4年）11月6日 - 電信および電話通話事務を開始[2]
- 1940年（昭和15年） - 電話交換業務開始[3]。
- 1977年（昭和52年）9月21日 - 14時をもって電話交換業務を十和田電報電話局に移管[4][5]。
- 2007年（平成19年）
  - 3月5日 - ゆうゆう窓口（郵便時間外窓口）を廃止し、配達センター局に移行。
  - 10月1日 - 民営化に伴い、併設された郵便事業三沢支店奥瀬集配センターに一部業務を移管。
- 2012年（平成24年）10月1日 - 日本郵便株式会社発足に伴い、郵便事業三沢支店奥瀬集配センターを奥瀬郵便局に統合。

## 取扱内容
- 郵便、印紙、ゆうパック、内容証明
- 貯金、為替、振替、振込、国際送金、国債
- 生命保険、バイク自賠責保険、がん保険
- ゆうちょ銀行ATM - 払込対応
- 十和田市内のうち、十和田湖郵便局管内（〒018-55xx）を除く旧十和田湖町域（〒034-03xx）の集配業務

## 周辺
- 十和田市役所 十和田湖支所
- 道の駅奥入瀬
- 十和田湖消防署
- 奥入瀬川

## アクセス
- 十和田観光電鉄バス 十和田湖支所前停留所下車、徒歩約1分
- 国道102号沿い
- 駐車場あり：6台